# Eugnosta fenestrana
Eugnosta fenestrana es una especie de polilla de la tribu Cochylini, familia Tortricidae.
Fue descrita científicamente por Razowski en 1964.

## Distribución
Se encuentra en China (Beijing, Jilin, Qinghai), Mongolia y Rusia.